# Varichaetadrilus minutus
Varichaetadrilus minutus är en ringmaskart som först beskrevs av Brinkhurst 1965.  Varichaetadrilus minutus ingår i släktet Varichaetadrilus och familjen glattmaskar. Inga underarter finns listade i Catalogue of Life.